# Herbert Schildhauer
Herbert Schildhauer ( 1963 ) es un botánico alemán , en conjunto con sus colegas W. Königer, Helga Königer, son extraordinarios estudiosos de las orquídeas, con especial énfasis en las de Venezuela.
- La abreviatura «Schildh.» se emplea para indicar a Herbert Schildhauer como autoridad en la descripción y clasificación científica de los vegetales.[2]